# Province de Cercado (Cochabamba)
Pour les articles homonymes, voir Province de Cercado.
La province de Cercado est une des 16 provinces du département de Cochabamba, en Bolivie. Son chef-lieu est la ville de Cochabamba, qui est également la capitale du département.

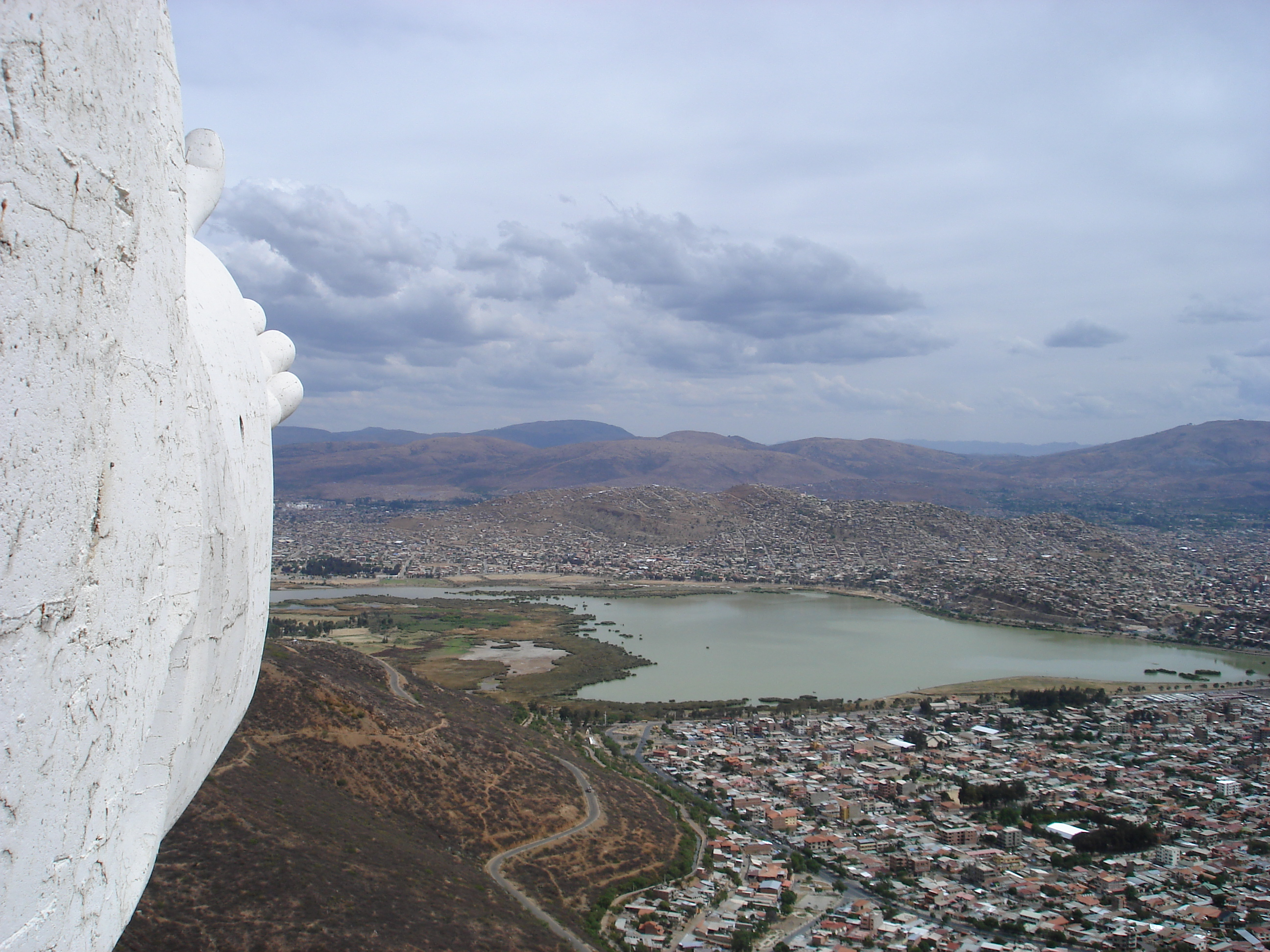
Lac Alalay et Cochabamba vus du Cristo de la Concordia